# Jordánia az 1988. évi nyári olimpiai játékokon
Jordánia a dél-koreai Szöulban megrendezett 1988. évi nyári olimpiai játékok egyik részt vevő nemzete volt. Az országot az olimpián 5 sportágban 7 sportoló képviselte, akik érmet nem szereztek.

## Asztalitenisz
Női
| Versenyző        | Versenyszám | Csoportkör | Csoportkör | Nyolcaddöntő      | Negyeddöntő       | Elődöntő          | Döntő             | Helyezés |
| Versenyző        | Versenyszám | Ellenfél Eredmény | Hely.      | Ellenfél Eredmény | Ellenfél Eredmény | Ellenfél Eredmény | Ellenfél Eredmény | Helyezés |
| ---------------- | ----------- | --- | ---------- | ----------------- | ----------------- | ----------------- | ----------------- | -------- |
| Jaklein Al-Duqom | Egyes       | B csoport · Jang Jongdzsa (Yang Yeong-Ja) (KOR) · 0:3 · Höü Szou-hung (Hui So Hung) (HKG) · 0:3 · Renata Kasalová (TCH) · 0:3 · Elizabeth Popper (VEN) · 0:3 · Lin Li-zsu (Lin Li-Ju) (TPE) · 0:3 | 6.         | kiesett           | kiesett           | kiesett           | kiesett           | 41.      |

## Birkózás
Kötöttfogású
| Versenyző       | Versenyszám | Vigaszágas kiesés                                                                       | Vigaszágas kiesés | Helyosztók        | Helyosztók        | Bronz- mérkőzés   | Döntő             | Helyezés    |
| Versenyző       | Versenyszám | Vigaszágas kiesés                                                                       | Vigaszágas kiesés | 7. helyért        | 5. helyért        | Bronz- mérkőzés   | Döntő             | Helyezés    |
| Versenyző       | Versenyszám | Ellenfél Eredmény                                                                       | Hely.             | Ellenfél Eredmény | Ellenfél Eredmény | Ellenfél Eredmény | Ellenfél Eredmény | Helyezés    |
| --------------- | ----------- | --------------------------------------------------------------------------------------- | ----------------- | ----------------- | ----------------- | ----------------- | ----------------- | ----------- |
| Jihad Sharif    | 52 kg       | A csoport · Hriszto Filcsev (BUL) · 0–16 · Jankovics Tibor (TCH) · kizárták             | 9.                | kiesett           | kiesett           | kiesett           | kiesett           | helyezetlen |
| Muneir Al-Masri | 68 kg       | B csoport · Arisztídisz Grigorákisz (GRE) · 0–15 · Edmundo Ichillumpa (PER) · kétvállas | 12.               | kiesett           | kiesett           | kiesett           | kiesett           | helyezetlen |

Szabadfogású
| Versenyző       | Versenyszám | Vigaszágas kiesés                                                             | Vigaszágas kiesés | Helyosztók        | Helyosztók        | Bronz- mérkőzés   | Döntő             | Helyezés    |
| Versenyző       | Versenyszám | Vigaszágas kiesés                                                             | Vigaszágas kiesés | 7. helyért        | 5. helyért        | Bronz- mérkőzés   | Döntő             | Helyezés    |
| Versenyző       | Versenyszám | Ellenfél Eredmény                                                             | Hely.             | Ellenfél Eredmény | Ellenfél Eredmény | Ellenfél Eredmény | Ellenfél Eredmény | Helyezés    |
| --------------- | ----------- | ----------------------------------------------------------------------------- | ----------------- | ----------------- | ----------------- | ----------------- | ----------------- | ----------- |
| Jihad Sharif    | 52 kg       | B csoport · Szató Micuru (JPN) · kétvállas · Herbert Tutsch (FRG) · kétvállas | 12.               | kiesett           | kiesett           | kiesett           | kiesett           | helyezetlen |
| Muneir Al-Masri | 68 kg       | B csoport · David McKay (CAN) · 0–15 · Daniel Navarrete (ARG) · 0–15          | 14.               | kiesett           | kiesett           | kiesett           | kiesett           | helyezetlen |

## Íjászat
Női
| Versenyző        | Versenyszám | Selejtező | Selejtező | Nyolcaddöntő | Nyolcaddöntő | Negyeddöntő | Negyeddöntő | Elődöntő | Elődöntő | Döntő   | Döntő    |
| Versenyző        | Versenyszám | Pont      | Hely.     | Pont         | Hely.        | Pont        | Hely.       | Pont     | Hely.    | Pont    | Helyezés |
| ---------------- | ----------- | --------- | --------- | ------------ | ------------ | ----------- | ----------- | -------- | -------- | ------- | -------- |
| Iliana Biridakis | Egyéni      | 1055      | 61.       | kiesett      | kiesett      | kiesett     | kiesett     | kiesett  | kiesett  | kiesett | kiesett  |

## Ökölvívás
| Versenyző        | Versenyszám  | Selejtező               | 32-es főtábla              | Nyolcaddöntő      | Negyeddöntő       | Elődöntő          | Döntő             | Helyezés |
| Versenyző        | Versenyszám  | Ellenfél Eredmény       | Ellenfél Eredmény          | Ellenfél Eredmény | Ellenfél Eredmény | Ellenfél Eredmény | Ellenfél Eredmény | Helyezés |
| ---------------- | ------------ | ----------------------- | -------------------------- | ----------------- | ----------------- | ----------------- | ----------------- | -------- |
| Abidnasir Shabab | Kisváltósúly | David Kamau (KEN) · RSC | kiesett                    | kiesett           | kiesett           | kiesett           | kiesett           | 33.      |
| Omar Dabaj       | Középsúly    | erőnyerő                | Franco Wanyama (UGA) · 0:5 | kiesett           | kiesett           | kiesett           | kiesett           | 17.      |

RSC – a mérkőzésvezető megállította a mérkőzést

## Vívás
Férfi
| Versenyző    | Versenyszám       | Selejtező | Selejtező | Selejtező         | Selejtező | Selejtező         | Selejtező | Főtábla           | Főtábla           | Főtábla           | Vigaszág          | Vigaszág          | Vigaszág          | Vigaszág          | Negyeddöntő       | Elődöntő          | Döntő             | Helyezés |
| Versenyző    | Versenyszám       | 1. kör | 1. kör    | 2. kör            | 2. kör    | 3. kör            | 3. kör    | 1. kör            | 2. kör            | 3. kör            | 1. kör            | 2. kör            | 3. kör            | 4. kör            | Negyeddöntő       | Elődöntő          | Döntő             | Helyezés |
| Versenyző    | Versenyszám       | Ellenfél Eredmény | Hely.     | Ellenfél Eredmény | Hely.     | Ellenfél Eredmény | Hely.     | Ellenfél Eredmény | Ellenfél Eredmény | Ellenfél Eredmény | Ellenfél Eredmény | Ellenfél Eredmény | Ellenfél Eredmény | Ellenfél Eredmény | Ellenfél Eredmény | Ellenfél Eredmény | Ellenfél Eredmény | Helyezés |
| ------------ | ----------------- | --- | --------- | ----------------- | --------- | ----------------- | --------- | ----------------- | ----------------- | ----------------- | ----------------- | ----------------- | ----------------- | ----------------- | ----------------- | ----------------- | ----------------- | -------- |
| Ali Abuzamia | Párbajtőr, egyéni | 9. csoport · Arno Strohmeyer (AUT) · 4–5 · Stefan Joos (BEL) · 0–5 · Léj Cung-man (Lee Chung Man) (HKG) · 0–5 · Vlagyimir Reznyicsenko (URS) · 2–5 | 5.        | kiesett           | kiesett   | kiesett           | kiesett   | kiesett           | kiesett           | kiesett           | kiesett           | kiesett           | kiesett           | kiesett           | kiesett           | kiesett           | kiesett           | 74.      |